# Куш-Єлга (Белебеївський район)
Куш-Єлга́ (рос. Куш-Елга, башк. Ҡушйылға) — присілок у складі Белебеївського району Башкортостану, Росія. Входить до складу Тузлукушівської сільської ради.
Населення — 37 осіб (2010; 28 в 2002).
Національний склад:
- башкири — 68 %